# ロードプライシング
ロードプライシング（英: Road pricing）とは、
- 広義には自動車による道路の使用に対して料金を徴収する行為全般を意味する（有料道路を含む）。
- 狭義には、社会的合理性の実現を狙って、公道と考えられていた道路の使用に対する課金・課税をいう。
  - この場合の社会的合理性とは、公害低減、交通量制限、道路維持補修費用・道路建設費への充当、公共交通整備費用への充当などに関わる。

さらに主目的を限定し、自動車排ガスによる大気汚染問題や救急車の到着遅延問題等の自動車公害への根本策として、自動車の乱用を控えさせる交通量を制限する政策措置、そして適用対象を都市中心の一定範囲内の公道とする政策措置の事例が比較的多い。都市域を迂回する有料道路の料金を減額するなどの措置の事例もある。狭義のロードプライシングはこれらを指す場合もある。この場合、課金の目的を強調して「渋滞（混雑）課金」、「環境ロードプライシング」という呼称もある。交通工学や交通経済学では、「混雑料金」、「混雑課金」、「混雑税」と呼ばれる事も多い。
なお日本語では、「道路課金」という訳語が提案されているが、より簡便な「渋滞税」 
や、和訳しない「ロードプライシング」という呼称も優勢である。
なお、ピークロード・プライシングとは、ピークロード（peak load, 負荷若しくは需要の最大状態）に対する課金を言う。最も道路が混雑する時間帯のみに実施する道路課金や、電力需要ピークを対象とする電力料金等を指す。

## ロードプライシングの概念と推移
この概念は以前から存在したものの、主として1990年代以降、大都市中心部への過剰な自動車の乗り入れによる社会的損失（救急車の到着を遅らせる等の深刻な問題を起こす交通渋滞、大気汚染など）を縮小させる施策として、都心の一定範囲内に限り自動車の公道利用を有料化し、流入する交通量を制限する政策措置が導入される動きがある。
第二次世界大戦後に日本を含め世界中の国や地域で、所得水準の向上により自動車の大衆への普及（モータリゼーション）の爆発的進行に対応して、各国で道路容量の拡大と高速道路網の整備が進められたが、同時に交通事故、大気汚染、騒音などのいわゆる自動車公害が大きな社会問題になってきた。また、道路の新設拡張にも限界が見えて道路容量が頭打ちになったために交通渋滞が慢性化して都市部では悪化する傾向が続いてきた。その結果、供給面の限界に直面した運輸当局は、交通需要を抑制する手段として「ロードプライシング」に注目することになった。
通常の有料道路は、道路建設に投下された資金を一定期間内に回収する目的で料金を徴収するが、ロードプライシングの課金は、社会的損失自身の縮小（需要抑制）に加えて社会的損失事象に対する改善施策費用の回収を目的とする。公害の発生に伴う外部費用を回収する意味合いで課金し、それと同時に公共の利便性を一部犠牲にしながら道路需要を制限する。例えば、渋滞の時間帯について渋滞の比率を計算し、それに比例させたり累進的な比率で道路料金を通行車輌に課金する。または渋滞率なるものを設定して、40%の時間帯には400円、80%の時間帯には800円と課金することにより、渋滞の緩和効果をねらうというものである。
欧州では課金収入の使途について、後述の貨物自動車への課金も含め、道路の維持・拡張よりも公共交通の拡充が重視される傾向がある。

## 道路交通需要及び道路整備維持の適正化と社会的費用
道路交通発生需要及び道路整備維持は、社会全体での「純便益」: =「利用者便益」 - 「社会的費用（通常の費用に加えて、社会に与える負の効果である外部費用も合わせた費用）を最大とするように適正化（合理化）される必要がある。また、持続可能な公共交通、都市、社会の整備維持を含めて、適正化される必要もある。
道路の渋滞・混雑の問題点については、旅行時間増大等により都市及び社会全体での道路交通の「社会的費用」が、交通量に対して非線形的（加速度的）な増大を生じていることと考えることができる。これは道路利用者が加害者でもあり被害者でもある状態と見なすことができ、利用者は外部費用を明示的に請求されないので、道路利用を表層的に安価と見てしまうことによる利用者数の増大による過大需要が生じている状態と考えられる。
単純なモデルを用いると、一定区間道路の利用車台数{\displaystyle \,n}、一台の得る便益{\displaystyle \,p}、 一台が混雑により被る不便益{\displaystyle \,q}、 総純便益{\displaystyle \,R}とする。利用者は外部費用である{\displaystyle \,n{\frac {dq}{dn}}}を明示的に請求されないとすると、{\displaystyle \,p-q}の正負が利用・不利用の基準となるので、それによって実現される需要{\displaystyle \,n}（すなわち{\displaystyle \,p-q(n)=0}の解）は過大であり{\displaystyle \,R}を極大化しない。
{\displaystyle {\begin{aligned}R&=np-nq(n),\\{\frac {dR}{dn}}&=p-q(n)-n{\frac {dq}{dn}}\end{aligned}}}
道路利用者の適正な社会的費用負担の原則（受益者負担の原則）の実施、並びに適正な道路交通需要及び道路整備維持の実現は可能と考えられている。これは道路を公共財と位置づけず、排除性・競合性が成立すると見なし、これに基づき通常の市場経済に委ねる考え方にも近い。但し実現のためには、適正な「道路課金及び需要に基づく道路整備維持」及び「料金徴収」を運用できる制度とシステム（例えば走行距離課金）の実現が前提条件である。

## ロードプライシングの事例
シンガポール
詳細はシンガポールの電子道路課金（ERP (シンガポール)）
島国であるシンガポールでは、都心部の混雑緩和のために1975年に制限区域を設け、午前中の通勤時間帯の進入車両から通行料の徴収を開始した（その後、実施時間帯を昼間と午後にも延長）。導入当初は、紙製のエリアライセンスをドライバーが購入し車のフロントガラスに貼付け、それを制限区域の入口の監視所職員が目視でチェックしていた。人件費がかかり過ぎるため、1998年から料金自動徴収システム（電子道路課金、ERP）が導入された。これは、入口のゲート（ガントリー）の下をくぐると車内の車載器のキャッシュカードから料金が引き落とされる仕組みである。未払車両のナンバープレートはゲートの監視カメラから撮影されて罰金が請求される。
オスロ
ノルウェー独特のフィヨルド地形のために高くつく道路費用と公共交通（地下鉄と路面電車）の整備費用をまかなう財源を確保するために、ベルゲン市は1986年1月から、オスロ市は1990年2月から市内中心部に通じる道に料金所を設置し、現金と自動車両識別 (AVI) タグによる課金（トールリングシステム）を開始した。トロンハイム市も1991年10月から始めたが2005年に終了した。
ロンドン
詳細は渋滞（混雑）課金制度（ロンドン市）
ロンドンの慢性的交通渋滞の改善を公約に掲げ、2000年5月に初の公選ロンドン市長に選ばれたケン・リヴィングストン市長は、2003年2月17日にロンドン・インナー・リング・ロードの内側の官庁街や金融の中心シティー、多数の観光名所があるセントラルロンドン地区に渋滞（混雑）課金制度を導入した。平日の午前7時から午後6時30分までの時間に課金区域内で自動車を運転するドライバーは、全車種一律で1日5ポンドを課金される（原則的に前払） が、区域内の住民は9割減免、タクシーと二輪車・オートバイは課金対象外であり、課金対象でも緊急車両や代替燃料車両他など課金を100%割引される車両もある。市内各所の監視カメラが違反（未登録・未払い）車両のナンバープレートを読取・照合して取り締まる仕組みである。
ストックホルム
スウェーデンのストックホルム都心2ヵ所で2006年1月から7月までの半年間、DSRC方式の自動料金収受 (ETC) による朝夕ラッシュ時20クローネの渋滞課金を試験運用に入り、2007年8月1日から正式運用が開始された。
ミラノ
大気汚染の影響の大きい車種に応じた金額設定で、中心市街地に進入する車による汚染物質発生の低減を狙った課金を2008年に始めた（エコパス(Ecopass)制度）。

## 欧州の貨物トラック距離制課金制度
乗用車以外のトラック、特に重貨物車 (HGV) の通行による道路維持費の増大と、排気ガス中の窒素酸化物と粒子状物質による大気汚染に対応するために、欧州連合 (EU) では、外部費用の利用者負担・汚染者負担原則の適用が進められている。これに沿って、EU域内を通行する重貨物車に道路通行料を課すことを認める道路課金（Eurovignetteと呼ばれている）に関する欧州指令が発行されている。これは重量3.5トン以上の貨物車を対象としている（2006年の改訂より）。
ドイツでは、アウトバーンを走る商用トラック（12トン以上）に距離制のトラック通行課金 (en:LKW-MAUT) を行うシステムがToll Collect社による運用によって2005年1月から課金を開始した。さらに適用拡大として連邦道路 (Bundesstraße) のうち4車線以上の路線への適用も計画されている。
フランスでは、無料高速道路を走る重量3.5トン以上の商用トラックを対象に、ドイツに近いシステムで、距離制のトラック通行課金制度（eco-tax）の2013年頃の導入を進めている。
イギリスは2014年開始予定で、全国にトラックへの距離制課金制度を導入する計画を進めている。

### 距離制課金システム
欧州の国境を越える広範囲の地域で課金対象の車両を特定するために、GNSS (GPS) 及び携帯電話網 (CN) を利用する方式のシステムの導入が進み始めている（ドイツのトラック通行課金en:LKW-MAUT）。欧州及び世界のいくつかの都市ではGNSSを用いた通行課金システムの実験が行われている。
また、欧州で統一的相互運用性を持つ電子的道路課金サービスシステム（European Electronic Toll Service、EETS）へ移行する旨の欧州指令も発行されている。欧州の道路課金相互運用性を目指すRoad Charging Interoperability (RCI) プロジェクトも進行している。
しかし、欧州の現状の電子料金収受システム (ETC) は各国で様々であり、専用狭域通信 (DSRC) 規格を利用する方式も多く採用されている。

## 距離制課金制度
距離制課金制度とは、走行距離に応じた道路利用料金を課す制度のことを言う。道路交通需要に基づく合理的な道路整備維持の確立の目的に重きをおいて構想される場合が多い。欧米の機関で、距離制課金制度への将来の移行を不可避とし勧告する報告書が提出されている

。
欧州ではキロメータ課金 (Kilometre charge) 制度とも呼ばれることもある（オランダ政府の道路課金制度計画（英語）。他にも下記の各種の呼称が存在する。
- 距離制課金、対距離課金、走行距離課金、時刻・距離・場所（time distance place、 TDP) 制課金、 GNSS road pricing、road user charging (RUC)[17]、GNSS tolling、Vehicle miles traveled tax、pay-as-you-go fee。

### 日本の状況
日本でも、自動車排ガスによる深刻な大気汚染や救急車の到着を遅延させる等問題の多い渋滞が多発している。元凶である自動車乱用を抑制するため1968年8月に運輸省が『都心通行マイカー賦課構想』を発表したことがある。これは、東京では東京都道318号環状七号線の内側、大阪では中央環状道路、神崎川で囲まれた地域において、午前8時から午後8時まで通行する自家用車に対して日額では500円、月額では4000円、年額では3万円の徴収を行うという内容であった。しかし、主として自家用車のユーザーから強い反発を受けた。されど、自動車乱用による重大事故多発、救急車の到着遅延、自動車公害による不経済や公共損失、健康被害も相次いでいたこともあり、自動車への規制取り締まり強化、課税強化は国民のひとつの声でもあった。
1973年7月、地下鉄網の整備が進展したこと、第一次オイルショック直前に既に問題になっていたエネルギー問題、排気ガス公害への関心の高まりなどを理由として、同省の自動車局は再度ほぼ同じ内容の賦課構想を提出し、規制区域の範囲や対象車種について議論を行ったが、やはり実現には至らなかった。
東京都では石原慎太郎東京都知事が渋滞緩和・環境改善のためにロードプライシング活用の意向を示し、2003年以降ロードプライシング導入計画の素案作りに取り組んでいる。しかし諸事情により、その後の進展は進んでいない。また、神奈川県鎌倉市では社会実験の実施が検討されたことがある。
その後、2021年に行われた東京オリンピック・パラリンピックの渋滞緩和策として、首都高速道路の一部区間で同大会の開催期間中に導入された。また、休日における東京湾アクアラインの慢性的な渋滞の緩和策として、2023年7月22日から2024年3月末の予定で土日・祝日の上り線（千葉県木更津市→神奈川県川崎市）でETC搭載車両を対象に導入された。

#### 都市高速道路の環境ロードプライシング
臨海部の路線へ大型車を誘導して市街地路線の沿線環境を改善することを目的に、首都高速道路と阪神高速道路において2001年からETC無線通行限定の割引として実施している。以下の内容は2011年11月現在のもの。
首都高速道路
湾岸線の大黒JCT～川崎浮島JCT間または神奈川6号川崎線の川崎浮島JCT～大師間を経由する大型車について、神奈川線料金を20%引き（割引後料金は50円単位に切り捨てるため、950円になる）。
- 特定料金が適用される場合は割引対象外。
- 神奈川1号横羽線浅田～大師間を通行する場合は、上記対象区間の経由の有無にかかわらず割引対象外。
- 時間帯割引は、本割引適用後料金に対して重複適用する。

阪神高速道路
5号湾岸線の六甲アイランド北～天保山間を経由する大型車と一部の普通車について、阪神西線および阪神東線の料金を30%引き。ただし、阪神東線に割引が適用されるのは、天保山以西の区間のみを利用する場合に限る。
- 普通車は事前登録制になっており、ETCコーポレートカードを使用する普通貨物自動車・マイクロバス等（おおむね高速自動車国道で中型車になるもの）に限られる。
- 特定料金区間も割引対象になる。
- 湾岸線連続利用割引および時間帯割引の重複適用が可能。なお、湾岸線連続利用割引→本割引→時間帯割引の順に適用する。このため、同じ時間帯であっても方向によって料金が異なる場合がある。

## 関連用語
- 社会的合理性
- 交通需要マネジメント
- ノーカーデー
- モータリゼーション
- モビリティ・マネジメント
- 駐車デポジットシステム[24]